# Mala Høy Kúko
Mala Høy Kúko (født 23. april 1969 in Tasiilaq) er en grønlandsk politiker. Han havde forskellige ministerposter fra 2014 til 2016 og været medlem af Grønlands parlament med flere afbrydelser siden 2014. Kúko repræsenterede Atassut indtil 2017 og har derefter været medlem af Siumut.

## Liv
Mala Høy Kúko gik i skole i Tasiilaq fra 1976 til 1986 og gik derefter kortvarigt på Jern- og Metalskolen i Nuuk. I 1987 påmønstrede han en trawler. Efter videreuddannelse på Skagen Skipperskole blev han styrmand og arbejdede senere som selvstændig fisker. Fra 2002 omskolede han sig til lærer og arbejdede på folkeskolen i Tasiilaq fra 2006 og som også lærer på Anstalten for Domfældte i Tasiilaq fra 2012. Han har fem børn med sin kone Hilda.

## Politisk karriere
Mala Høy Kúko begyndte sin politiske karriere, da han med 188 stemmer blev stedfortræder nummer tre for Atassut ved parlamentsvalget i 2013. Ved valget i 2014 lykkedes det ham at komme ind i Grønlands parlament, Inatsisartut, for Atassut med 303 stemmer, og han blev udnævnt til minister for natur, miljø og justitsminister i Regeringen Kielsen II.  I maj 2016 overlod han justitsministeriet til Martha Lund Olsen, mens energiområdet blev føjet til hans portefølje. Atassut forlod regeringen i oktober 2016, og Mala Høy Kúko indtog sin plads i parlamentet. I april 2017 blev han valgt til kommunalbestyrelsen i Sermersooq Kommune.  I september 2017 meldte han sig ud af Atassut, hvilket betød, at partiet ikke længere var repræsenteret i hverken Inatsisartut eller kommunalbestyrelsen i Sermersooq Kommune. I stedet meldte han sig ind i Siumut.
Ved parlamentsvalget i 2018 blev han med 138 stemmer kun stedfortræder nummer fire for Siumut, men det var nok til, at han kunne forblive i parlamentet som suppleant, da Siumut udpegede fire af sine politikere, der var valgt til parlamentet, til Regering Kielsen IV. Da Vivian Motzfeldt trak sig fra regeringen den 3. oktober for at blive parlamentsformand, mistede Mala Høy Kúko sin plads som suppleant. Kun to dage senere blev Regeringen Kielsen V dannet, og han kunne genindtræde i parlamentet som suppleant for den nye minister Nikolaj Jeremiassen. Den 18. oktober forlod Doris J. Jensen regeringen, og Mala Høy Kúko måtte endnu en gang forlade parlamentet. Bare seks dage senere meldte Hermann Berthelsen sig syg, og Mala overtog hans plads i parlamentet. Den 29. november trak Simon Simonsen sig også som minister og Mala Høy Kúko forlod parlamentet for tredje gang på få uger. Da Simon Simonsen også trak sig fra parlamentet den 1. april 2019, overtog Mala hans plads denne gang, fordi Jens Danielsen var forhindret i at møde op på grund af sygdom.
Otte dage senere trak Nikolaj Jeremiassen sig som minister, og Mala Høy Kúko forlod parlamentet for fjerde gang. Allerede dagen efter blev han dog udpeget til parlamentet for femte gang siden valget året før, da Jess Svane blev udnævnt til ny minister. Han forlod det igen efter et par dage for femte gang, fordi Jens Danielsen var blevet rask og kunne overtage hans plads. Han kritiserede, at det er svært at planlægge sit liv, når man skal skifte så hurtigt og ofte mellem at være parlamentsmedlem i Nuuk og arbejde som lærer i Tasiilaq. 9. september 2019 blev han medlem af parlamentet igen, fordi Laura Táunâjik gik på barselsorlov, men forlod det igen, da Erik Jensen trak sig som minister. Den 27. oktober 2020 blev han medlem igen som suppleant for Karl-Kristian Kruse, der var syg, og trådte ud igen den 27. november 2020.
Ved parlamentsvalget 2021 fik han 161 stemmer, hvilket akkurat var nok til denne at sikre ham en fast plads i parlamentet. Han genopstillede også til kommunalvalget samme dag og forsvarede sin plads i kommunalbestyrelsen.